# 798 (szám)
A 798 (római számmal: DCCXCVIII) egy természetes szám.

## A szám a matematikában
A tízes számrendszerbeli 798-as a kettes számrendszerben 1100011110, a nyolcas számrendszerben 1436, a tizenhatos számrendszerben 31E alakban írható fel.
A 798 páros szám, összetett szám, nontóciens szám. Kanonikus alakban a 21 · 31 · 71 · 191 szorzattal, normálalakban a 7,98 · 102 szorzattal írható fel. Tizenhat osztója van a természetes számok halmazán, ezek növekvő sorrendben: 1, 2, 3, 6, 7, 14, 19, 21, 38, 42, 57, 114, 133, 266, 399 és 798.